# Bartkus
Bartkus ist ein litauischer männlicher Familienname.

## Ableitung
- Bartkevičius

## Weibliche Formen
- Bartkutė (ledig)
- Bartkuvienė (verheiratet)

## Namensträger
- Alfonsas Bartkus (* 1946), litauischer Politiker, Mitglied des Seimas
- Andrius Bartkus (* 1986), litauischer Fußballspieler
- Feliksas Bartkus (1894–1973), litauischer Prälat und Theologe
- Frank Bartkus (1915–1986), US-amerikanischer Fußballspieler
- Gintautas Bartkus (* 1966), litauischer Wirtschaftsjurist, Rechtsanwalt und Politiker